# Juan Guillermo Higareda Reed
Gral. Juan Guillermo Higareda Reed fue un militar, ingeniero civil, arquitecto y mecánico mexicano que participó en la Revolución mexicana. Nació en Jalisco. Desde 1910 se adhirió a la causa antirreeleccionista, siendo artillero constitucionalista. Obtuvo el grado de general. 